# Жедно
Жедно (хорв. Žedno) — населений пункт у Хорватії, у Сплітсько-Далматинській жупанії у складі міста Трогир.

## Населення
Населення за даними перепису 2011 року становило 132 осіб.
Динаміка чисельності населення поселення:

## Клімат
Середня річна температура становить 15,86 °C, середня максимальна – 28,56 °C, а середня мінімальна – 3,42 °C. Середня річна кількість опадів – 758 мм.
| Клімат поселення                              | Клімат поселення | Клімат поселення | Клімат поселення | Клімат поселення | Клімат поселення | Клімат поселення | Клімат поселення | Клімат поселення | Клімат поселення | Клімат поселення | Клімат поселення | Клімат поселення | Клімат поселення |
| Показник                                      | Січ.             | Лют.             | Бер.             | Квіт.            | Трав.            | Черв.            | Лип.             | Серп.            | Вер.             | Жовт.            | Лист.            | Груд.            |                  |
| Середній максимум, °C                         | 11,90            | 12,23            | 14,70            | 17,88            | 22,88            | 26,85            | 28,56            | 28,44            | 24,30            | 19,89            | 14,83            | 11,67            |                  |
| Середня температура, °C                       | 7,65             | 8,00             | 10,48            | 13,65            | 18,64            | 22,63            | 25,51            | 25,36            | 21,23            | 16,82            | 11,77            | 8,61             |                  |
| Середній мінімум, °C                          | 3,42             | 3,75             | 6,25             | 9,41             | 14,41            | 18,40            | 22,45            | 22,30            | 18,17            | 13,77            | 8,71             | 5,54             |                  |
| Норма опадів, мм                              | 68               | 58               | 65               | 66               | 53               | 46               | 29               | 44               | 68               | 81               | 97               | 83               |                  |
| Середньомісячна швидкість вітру, м/с          | 3.28             | 3.45             | 3.54             | 3.30             | 2.90             | 2.64             | 2.70             | 2.56             | 2.86             | 3.00             | 3.67             | 3.59             |                  |
| Середньомісячна сонячна радіація, кДж/м²·день | 5458             | 8189             | 11895            | 16522            | 20564            | 23300            | 24703            | 21770            | 16110            | 10439            | 5904             | 4649             |                  |
| --------------------------------------------- | ---------------- | ---------------- | ---------------- | ---------------- | ---------------- | ---------------- | ---------------- | ---------------- | ---------------- | ---------------- | ---------------- | ---------------- | ---------------- |
| Джерело:                                      |                  |                  |                  |                  |                  |                  |                  |                  |                  |                  |                  |                  |                  |